# Ołeh Łeszczynski
Ołeh Stanisławowycz Łeszczynski, ukr. Олег Станіславович Лещинський, ros. Олег Станиславович Лещинский, Oleg Stanisławowicz Leszczinski (ur. 31 grudnia 1965 w Kijowie) – ukraiński piłkarz, grający na pozycji pomocnika, trener piłkarski.

## Kariera piłkarska

### Kariera klubowa
Jest wychowankiem Szkoły Sportowej Dynamo Kijów oraz Internatu Sportowego w Kijowie. W 1983 rozpoczął karierę piłkarską w 1984 w Desnie Czernihów. Po występach w Awanhardzie Równe, we wrześniu 1986 roku przeszedł do Atłantyki Sewastopol. W 1990 przez ciężką sytuację finansową rodziny był zmuszony zakończyć karierę piłkarską aby utrzymać rodzinę.

## Kariera trenerska
Po zakończeniu kariery zawodniczej rozpoczął pracę szkoleniową. Najpierw trenował dzieci w DJuSSzOR w Sewastopolu, ale przez niskie zarobki zmienił pracę. Pracował w zawodach budowlańca, stróża, managera, dyrektora serwisu wynajmu samochodów, ślusarza, nauczyciela w szkole. Dopiero w 1999 powrócił do pracy trenerskiej w DJuSSzOR-5 w Sewastopolu. W 2002 został zaproszony na stanowisko asystenta trenera Wałerija Petrowa w PFK Sewastopol. 30 września 2008 po odejściu głównego trenera Serhija Puczkowa do Tawrii Symferopol został wyznaczony na stanowisko pełniącego obowiązki głównego trenera sewastopolskiej drużyny. Na początku 2009 został zmieniony na Serhija Dijewa, ale w maju powrócił do prowadzenia pierwszej drużyny. 6 listopada 2009 roku został pełnoprawnym trenerem PFK Sewastopol. Po tym, jak z klubem awansował do Premier-lihi, 19 czerwca 2010 roku został zmieniony na Serhija Szewczenkę, pomagając jemu dalej trenować klub. 12 września 2010 roku, już po 6 kolejkach, w których sewastopolska drużyna zdobyła 1 punkt, powrócił do prowadzenia zespołem. 2 grudnia 2010 przeniósł się na stanowisko dyrektora sportowego klubu. 18 października 2011 po powrocie do drużyny Serhija Puczkowa, ponownie został jego asystentem. W jego sztabie szkoleniowym pracował do 12 czerwca 2012 do czasu jego zwolnienia. 7 września 2012 objął stanowisko głównego trenera Tytana Armiańsk, z którym pracował do 20 czerwca 2013 roku. 4 marca 2014 roku otrzymał stanowisko głównego trenera rosyjskiego FK Tosno. 31 maja 2014 po tym jak zdobył awans do Pierwoj dywizji opuścił rosyjski klub.

## Sukcesy i odznaczenia

### Sukcesy trenerskie
- mistrz Pierwszej Ligi: 2010